# 尼克·赫伯特

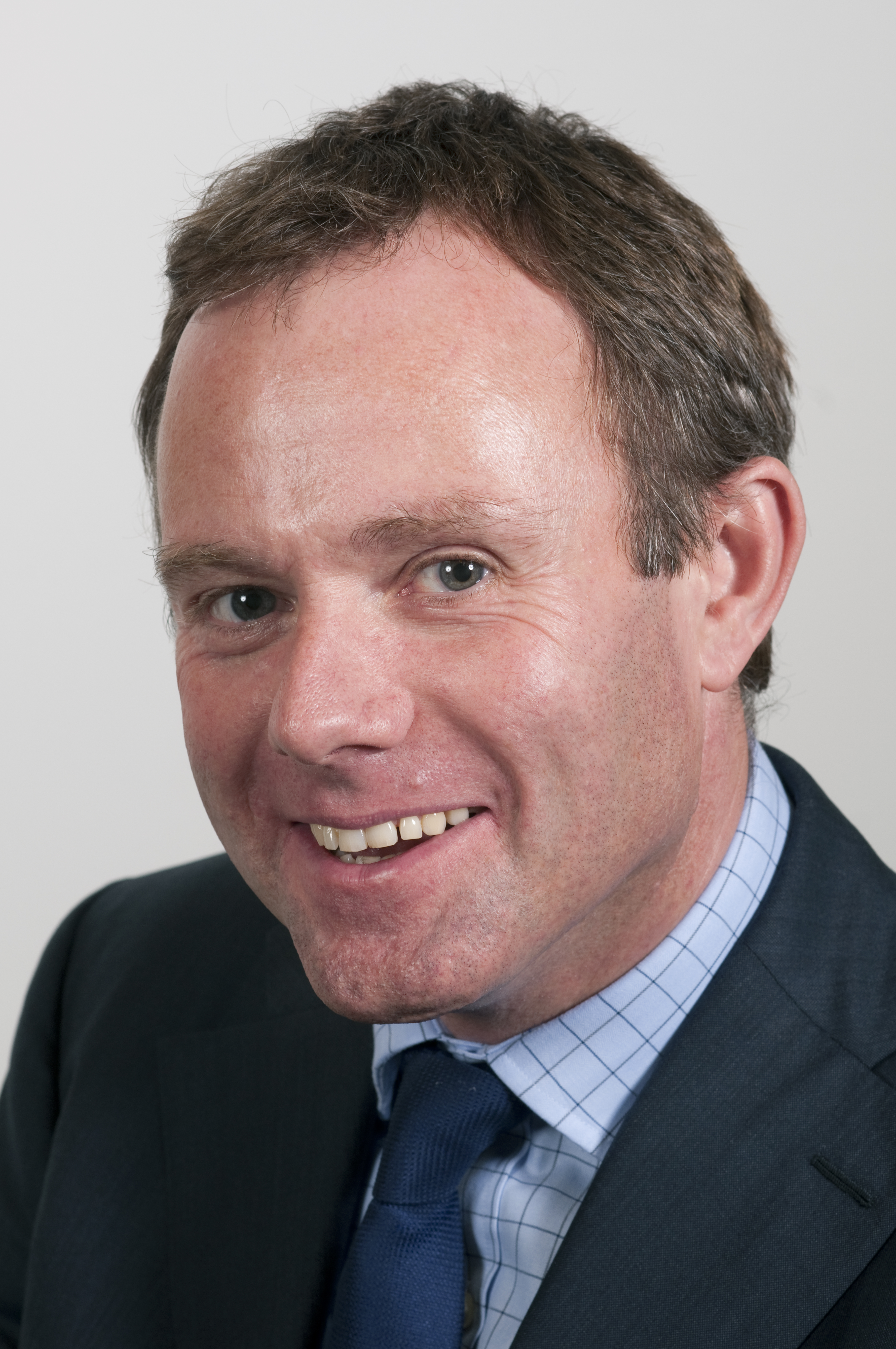
尼克·赫伯特

尼克·赫伯特（英語：Nick Herbert，1963年4月7日—）是英國保守黨的一位政治人物。他是阿倫德爾和南部丘陵選區的國會議員。在2010年至2012年期間，他曾經擔任英國司法大臣。他是一位已經出櫃的同性戀者，也是第一位在當選時就承認自己是同性戀的保守黨議員。